# 克魯帕河 (摩拉瓦河支流)
50°05′N 16°56′E / 50.083°N 16.933°E

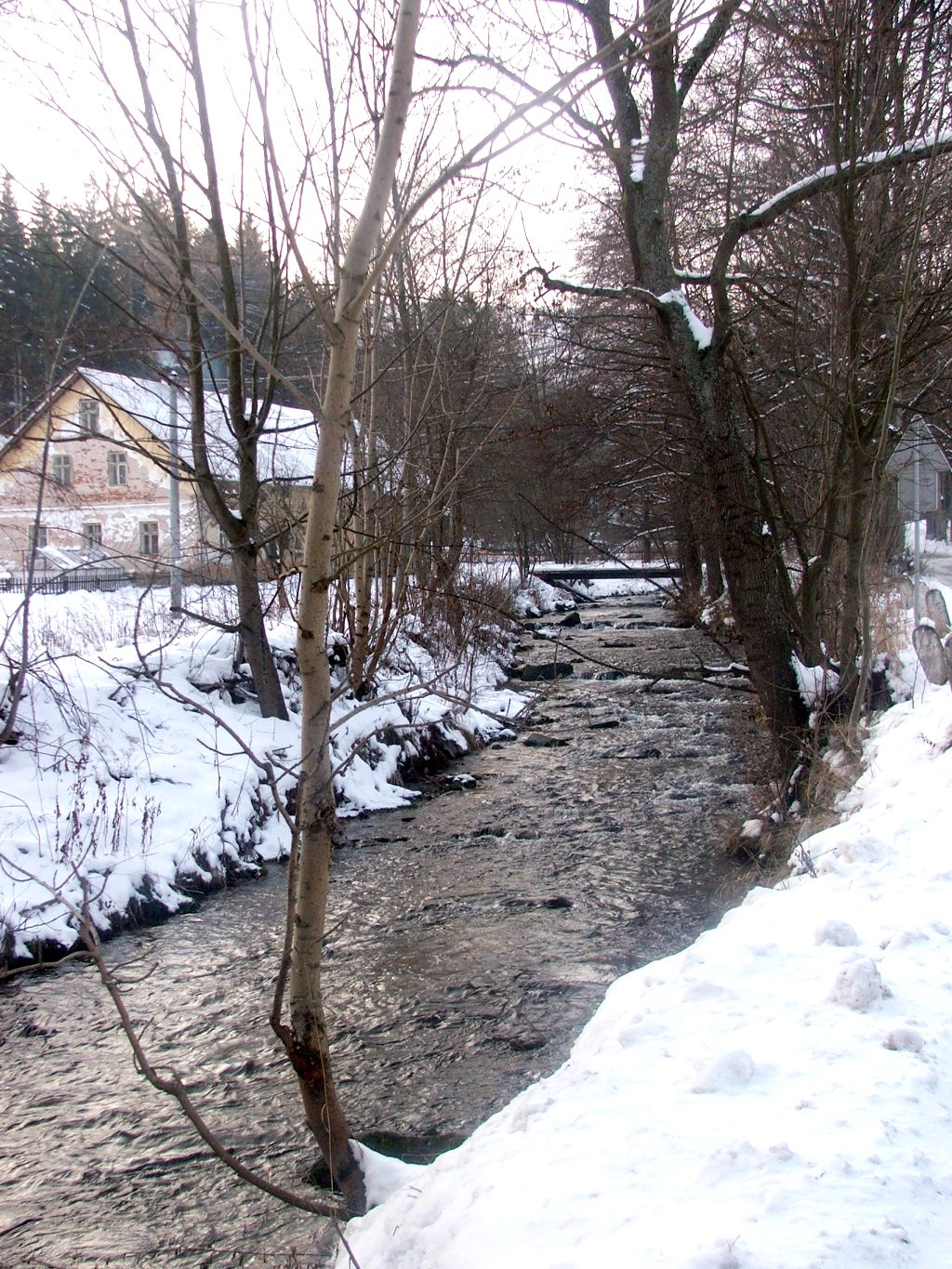

克魯帕河是捷克的河流，位於該國東部奧洛穆茨州，處於順佩爾克縣，屬於摩拉瓦河的左支流，河道全長19公里，流域面積113平方公里，河口處在哈努紹維采。